# Wurfbainia blumeana
Wurfbainia blumeana là một loài thực vật có hoa trong họ Gừng. Loài này được Theodoric Valeton mô tả khoa học đầu tiên năm 1920 dưới danh pháp Amomum blumeanum. Năm 2018, Jana Leong-Škorničková và Axel Dalberg Poulsen chuyển nó sang chi Wurfbainia.

## Phân bố
Plants of the World Online cho rằng nó có ở Java (Indonesia).